# 玛丽安·珀尔
玛丽安·冯·尼恩霍夫·珀尔（Mariane van Neyenhoff Pearl；1967年7月23日—）是一名法国自由记者，以前是《Glamour》杂志的记者和专栏作家 。她是丹尼尔·珀尔的遗孀，后者在2002年初在巴基斯坦被恐怖分子绑架并杀害。2003年，珀尔出版回忆录《坚强的心》，讲述了她丈夫和她的故事，这部作品后来被改编成同名电影，于2007年上映。

## 生平
她出生于法国上塞纳省的克利希，母亲是非洲-中国裔古巴人，父亲是荷兰犹太人，祖父在荷兰经营钻石生意。她在巴黎长大，后进入《Glamour》杂志工作。
1999年，她和到巴黎出差的美国记者丹尼尔·珀尔结识，同年8月在巴黎结婚。 珀尔升任《华尔街日报》南亚分社社长后，他们前往印度孟买生活。后来，二人到巴基斯坦卡拉奇报道美国在这里进行的反恐战争。2002年，其丈夫在与线人晚餐后被绑架，巴基斯坦武装分子宣布对此负责，并于2002年2月1日将丹尼尔斩首。他们儿子在丹尼尔死后四个月后出生于巴黎。
2002年7月，巴基斯坦裔英国公民艾哈迈德·奥马尔·赛义德·谢赫（Ahmed Omar Saeed Sheikh）因绑架谋杀珀尔而在巴基斯坦被判处绞刑，后减为终身监禁。此外还有三名男子因参与谋杀而被判刑。